# Kap York (Grönland)

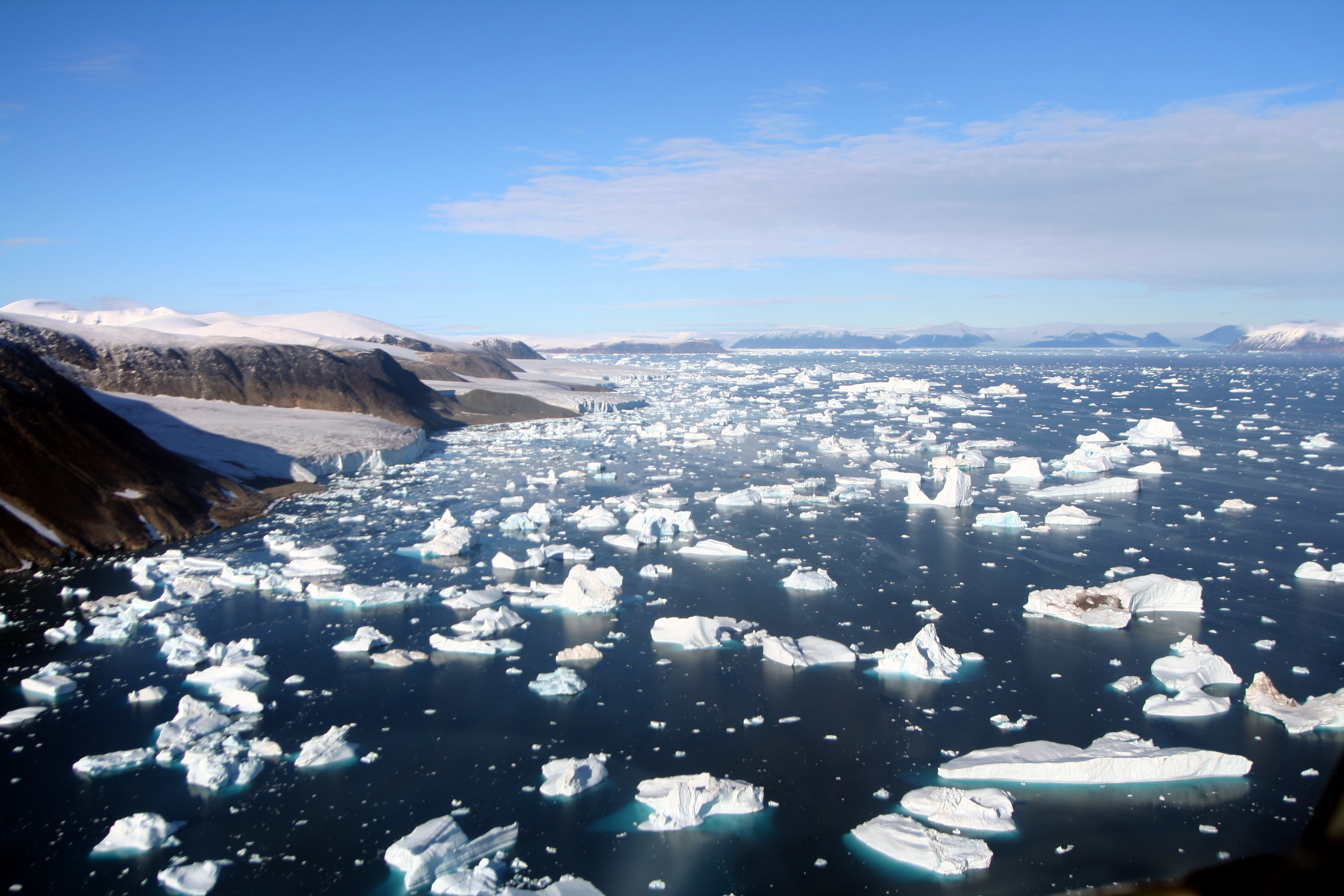
Eisberge am Kap York

Das Kap York (grönländisch Serfarmiut Nuuat) ist ein grönländisches Kap im Distrikt Qaanaaq in der Avannaata Kommunia.

## Lage
Das Kap York befindet sich an der Südspitze der langen schmalen Halbinsel Innaanganeq, weswegen auch der Name der Halbinsel als grönländische Bezeichnung des Kaps genutzt wird. Das Kap York bildet die nordwestliche Begrenzung der Melville-Bucht. Nur rund zwei Kilometer nördlich des Kaps befand sich der in den 1950er Jahren aufgegebene Wohnplatz Innaanganeq.

## Geschichte

Zeichnung des Aufeinandertreffens von John Ross und seiner Mannschaft und den Inughuit 1818, gemalt vom Westgrönländer Hans Zakæus

Das Kap wurde am 16. August 1818 von Sir John Ross besucht und nach Frederick Augustus, Duke of York and Albany anlässlich dessen Geburtstags benannt. Er war dort der erste bekannte Weiße, der die Inughuit sichtete.

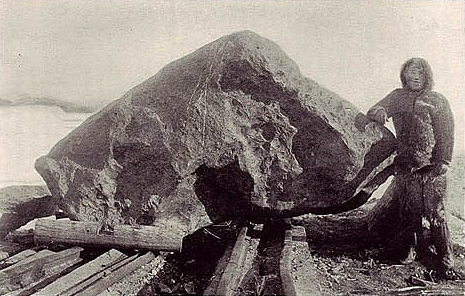
Ein Mann neben dem Cape-York-Meteorit-Bruchstück Ahnighito

Das Kap York ist vor allem bekannt für den Cape-York-Meteoriten, einen in zahlreiche Bruchstücke zerfallenen Meteoriten, der von den Inughuit zur Herstellung von Metallwerkzeugen genutzt wurde, und in den 1890er Jahren von Robert Edwin Peary entdeckt und teilweise nach New York City mitgenommen wurde.
Anfang des 20. Jahrhunderts bezeichnete Kap-York-Distrikt ganz Nordgrönland, bevor der Begriff durch Thule-Distrikt abgelöst wurde.

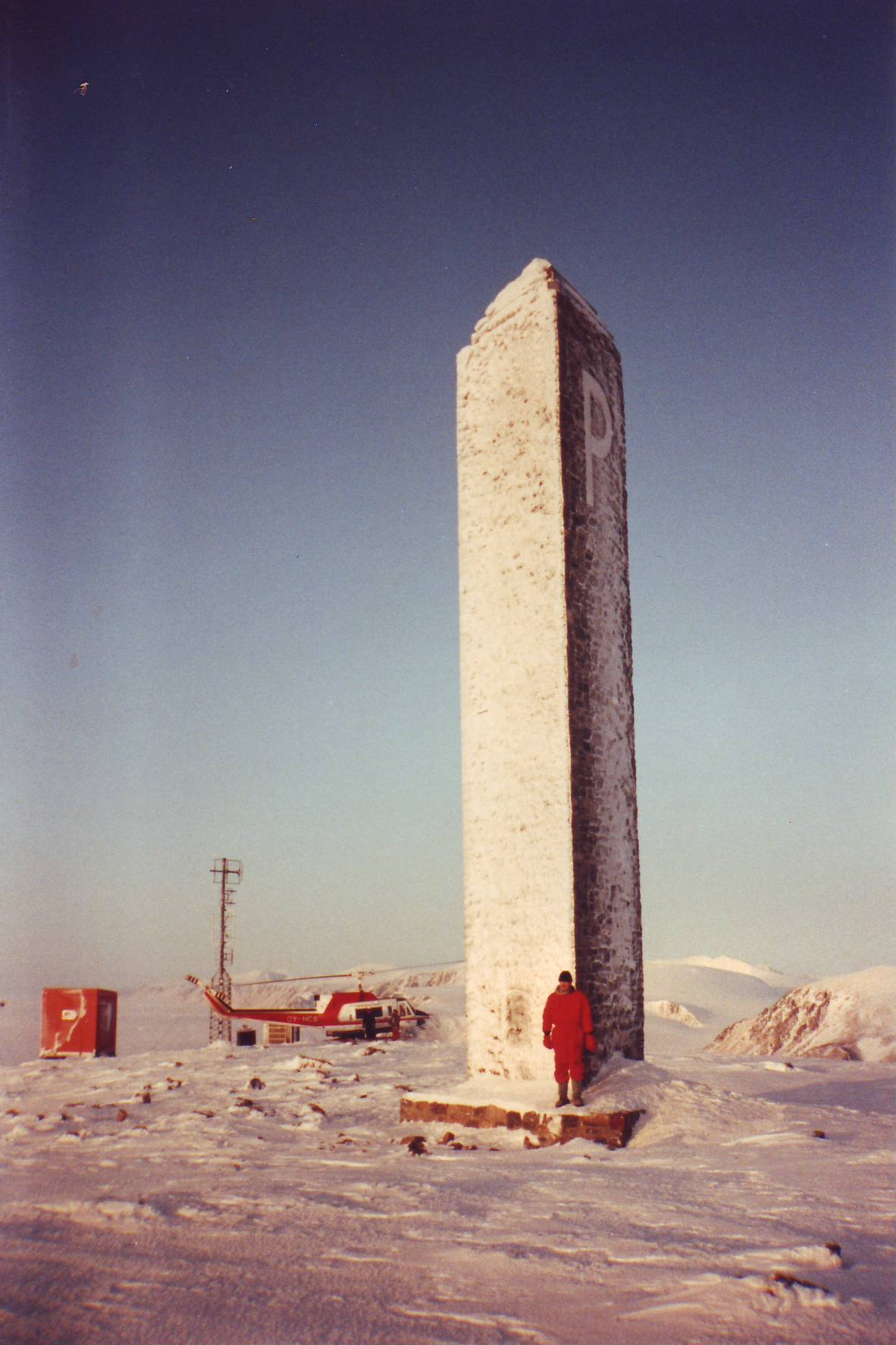
Das Robert Peary Monument (1993)

Etwa drei Kilometer nordwestlich des Kaps wurde 1932 während der Peary Memorial Expedition durch Robert A. Bartlett und Pearys Tochter Marie Peary Stafford ein etwa 20 Meter hoher Obelisk errichtet, das Robert Peary Monument.